# Arquebisbat de Hanoi
L'arquebisbat de Hanoi (vietnamita: Tổng Giáo phận Hà Nội , llatí: Archidioecesis Hanoiensis) és una seu metropolitana de l'Església Catòlica a Vietnam. El 2013 tenia 346.000 batejats sobre una població de 5.620.000 habitants. Actualment està regida per l'arquebisbe cardenal Pierre Nguyen Van Nhon.

## Territori

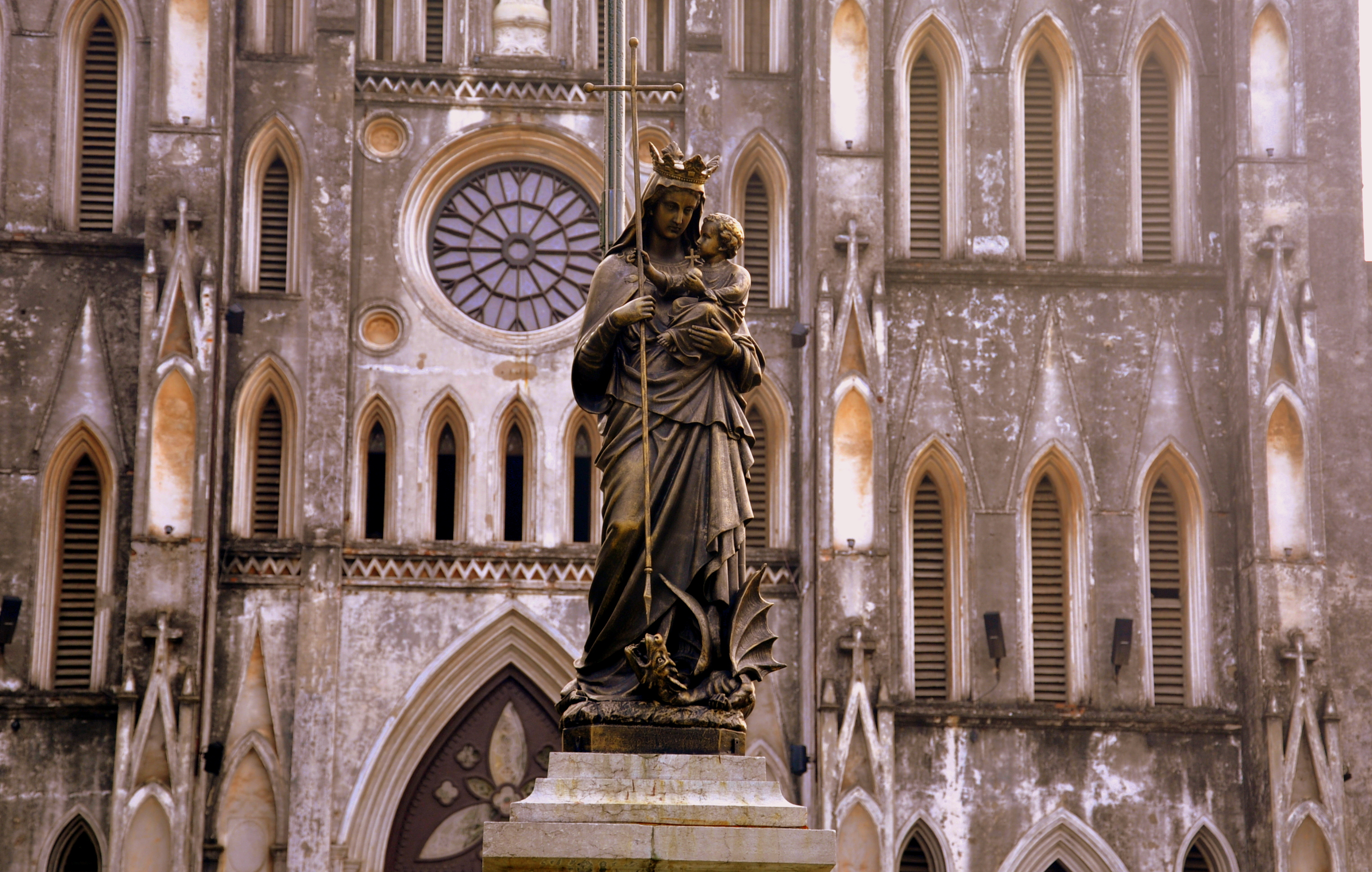
Estàtua de la Mare de Déu davant la catedral de Sant Josep de Hanoi

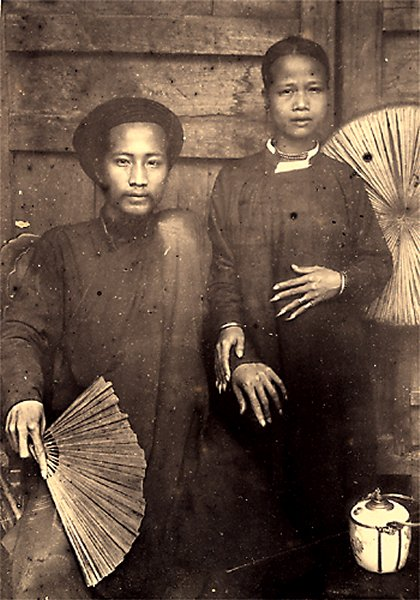
Catòlics Tonquínesos el 1885

L'arxidiòcesi comprèn la ciutat de Hanoi, on es troba la catedral de Sant Josep, construïda pels francesos i consagrada el dia de Nadal de 1886. S'estén sobre 7.000 km², i està dividit en 72 parròquies.
Les diòcesis sufragànies són:
- bisbat de Bac Ninh
- bisbat de Bùi Chu
- bisbat de Hà Tĩnh
- bisbat de Hai Phòng
- bisbat de Hung Hoa
- bisbat de Lang Son i Cao Bang
- bisbat de Phát Diêm
- bisbat de Thái Binh
- bisbat de Thanh Hóa
- bisbat de Vinh.

## Història
El vicariat apostòlic de Tonquín va ser erigit el 9 de setembre de 1659 mitjançant el breu apostòlic Super cathedram del Papa Alexandre VII, prenent el territori del bisbat de Macao. Durant tres segles va ser administrat per les Missions estrangeres de París, fins a la invasió de Tonquín per les tropes comunistes de Hô Chi Minh el 1950.
El 22 de juliol de 1678 cedí part del seu territori per tal que s'erigís el nou vicariat apostòlic de Tonquín oriental (avui la diocesi de Hai Phòng, i prengué el nom de vicariat apostòlic de Tonquín occidental. El 1680 de nou cedí una porció de territori, ara per la fundació de la diòcesi de Setchouan a la Xina; després el 27 de març de 1846 pel vicariat apostòlic del Tonquín meridional (avui bisbat de Vinh), i el 15 d'abril de 1895 pel vicariat apostòlic del Tonquín superior (avui la diòcesi de Hung Hoa i vicariat apostòlic del Tonquín marítim (avui bisbat de Phát Diêm)..
Durant l'episcopat de Paul-François Puginier es va construir la catedral de Sant Josep, inaugurada el dia de Nadal de 1886.
El 3 de desembre de 1924 prengué el nom de vicariat apostòlic de Hanoi.
El 1935, el vicariat disposava d'un bisbe, un procurador (nom del superior de les Missions estrangeres de París, trenta-dos missioners i 159 preveres vietnamites.
Després de 1945, la seva població va ser perseguida, el bisbe va ser empresonat, i posteriorment enviat a una residència i les congregacions van ser dispersades; i als preveres se'ls prohibí exercir el seu ministeri. Després dels anys 60, a diversos preveres van poder exercir. El nus s'afluixà en la dècada de 1990, però la vigilància discriminatòria de l'administració civil continuaren des del 2000.
El 24 de novembre de 1960, després de la independència del Vietnam, el vicariat va ser elevat al rang d'arxidiòcesi metropolitana mitjançant la butlla Venerabilium nostrorum del Papa Joan XXIII.
El 1971 es reobrí el Seminari de Sant Josep de Hanoi.

## L'arxidiòcesi avui
L'any 2004 l'arxidiòcesi de Hanoi tenia al voltant de 282.886 creients (el 5,3% de la població), 59 sacerdots i 132 parròquies.
L'Arxidiòcesi de Hanoi és una diòcesi "germana" de la diòcesi d'Orange County, als Estats Units, des de l'any 2008.
Els joves catòlics de l'arxidiòcesi de Hanoi i arxidiòcesi de la Ciutat de Ho Chi Minh va formar el 2006 una organització per ajudar els nens a les zones rurals i subdesenvolupades del Vietnam.
El novembre de 2006, l'Església Catòlica Cua Bac de Hanoi es va convertir en la seu del servei d'adoració conjunta dels vietnamites catòlics i protestants amb la participació del president dels Estats Units George W. Bush, qui es trobava de visita oficial al Vietnam. L'església Cua Bac (Església de la Porta del Nord) ofereix sermons i serveis regulars en anglès, i sovint és visitada per estrangers i turistes.
El desembre de 2007, milers de vietnamites catòlics van marxar en processó cap a l'ex nunciatura apostòlica a Hanoi (confiscades pel govern comunista el 1959) i van resar allà dues vegades amb l'objectiu de retornar la propietat a l'Església local. Malgrat la seva promesa inicial per retornar l'edifici de la nunciatura a la comunitat catòlica romana, les autoritats van canviar la seva posició el setembre de 2008 i van decidir demolir l'edifici per crear un parc públic. Les protestes de la comunitat catòlica no es van tenir en compte.
Es va dir que l'arquebisbe emèrit Ngo Quang Kiet va ser pressionat a retirar-se per funcionaris del govern. L'arquebisbe Kiet ho va negar, dient que el seu retir va ser degut a l'estrès i l'insomni. El seu retir va ser acceptat pel Papa Benet XVI el 10 de maig de 2010 i va ser succeït com a arquebisbe coadjutor Nguyên Van Nhon.

## Catedral
La catedral de Sant Josep de Hanoi va ser construïda en 1886 en estil neogòtic. Se celebren diverses misses durant tot el dia i en general s'omple els caps de setmana i dies festius religiosos. El dia de Nadal del 2004 va atraure més de 4.000 visitants a la catedral.

## Cronologia episcopal
- François Pallu, M.E.P. † (9 de setembre de 1659 - 1679 dimissionari) (després nomenat vicari apostòlic de Fo-kien)
- Jacques de Bourges, M.E.P. † (25 de novembre de 1679 - 9 d'agost de 1714 mort)
- Edmond Bélot, M.E.P. † (9 d'agost de 1714 - 2 de gener de 1717 mort)
- François-Gabriel Guisain, M.E.P. † (3 d'octubre de 1718 - 17 de novembre de 1723 mort)
- Louis Néez, M.E.P. † (8 d'octubre de 1738 - 19 d'octubre de 1764 mort)
- Bertrand Reydellet, M.E.P. † (19 d'octubre de 1764 - 27 de juliol de 1780 mort)
- Jean Davoust, M.E.P. † (18 de juliol de 1780 - 17 d'agost de 1789 mort)
- Jacques-Benjamin Longer, M.E.P. † (17 d'agost de 1789 - 8 de febrer de 1831 mort)
- Joseph-Marie-Pélagie Havard, M.E.P. † (8 de febrer de 1831 - 5 de juliol de 1838 mort)
- San Pierre-Rose-Ursule Dumoulin-Borie, M.E.P. † (5 de juliol de 1838 - 24 de novembre de 1838 mort)
- Pierre-André Retord, M.E.P. † (24 de novembre de 1838 - 22 d'octubre de 1858 mort)[6]
- Charles-Hubert Jeantet, M.E.P. † (22 d'octubre de 1858 - 24 de juliol de 1866 mort)
- Joseph-Simon Theurel, M.E.P. † (24 de juliol de 1866 - 3 de novembre de 1868 mort)
- Paul-François Puginier, M.E.P. † (3 de novembre de 1868 - 25 d'abril de 1892 mort)
- Pierre-Jean-Marie Gendreau, M.E.P. † (25 d'abril de 1892 - 7 de febrer de 1935 mort)
- François Chaize, M.E.P. † (7 de febrer de 1935 - 23 de febrer de 1949 mort)
- Joseph Marie Trinh-nhu-Khuê † (18 d'abril de 1950 - 27 de novembre de 1978 mort)
- Joseph-Marie Trinh van-Can † (27 de novembre de 1978 - 18 de maig de 1990 mort)
- Paul Joseph Pham Ðình Tung † (23 de març de 1994 - 19 de febrer de 2005 jubilat)
- Joseph Ngô Quang Kiêt (19 de febrer de 2005 - 13 de maig de 2010 renuncià)
- Pierre Nguyên Van Nhon, des del 13 de maig de 2010

## Estadístiques
A finals del 2013, la diòcesi tenia 346.000 batejats sobre una població de 5.620.000 persones, equivalent al 6,2% del total.
| any  | població | població  | població | sacerdots | sacerdots       | sacerdots       | sacerdots             | diaques | religiosos | religiosos | parròquies |
| ---- | -------- | --------- | -------- | --------- | --------------- | --------------- | --------------------- | ------- | ---------- | ---------- | ---------- |
| any  | batejats | total     | %        | total     | clergat secular | clergat regular | batejats per sacerdot | diaques | homes      | dones      |            |
| 1950 | 200.000  | 2.000.000 | 10,0     | 228       | 161             | 67              | 877                   |         | 39         | 184        | 125        |
| 1963 | 157.000  | ?         | ?        | 51        | 50              | 1               | 3.078                 |         | 1          | 13         | 112        |
| 1995 | 400.000  | 6.000.000 | 6,7      | 61        | 53              | 8               | 6.557                 |         | 12         | 220        | 130        |
| 2000 | 320.000  | 6.000.000 | 5,3      | 41        | 39              | 2               | 7.804                 |         | 2          | 177        | 135        |
| 2001 | 300.000  | 6.000.000 | 5,0      | 39        | 37              | 2               | 7.692                 |         | 44         | 271        | 130        |
| 2002 | 305.000  | 6.000.000 | 5,1      | 49        | 46              | 3               | 6.224                 |         | 45         | 280        | 130        |
| 2003 | 304.000  | 6.000.000 | 5,1      | 49        | 45              | 4               | 6.204                 |         | 7          | 212        | 130        |
| 2004 | 282.886  | 5.297.339 | 5,3      | 59        | 55              | 4               | 4.794                 |         | 15         | 231        | 132        |
| 2006 | 290.754  | 5.297.339 | 5,5      | 55        | 52              | 3               | 5.286                 |         | 14         | 244        | 133        |
| 2013 | 346.000  | 5.620.000 | 6,2      | 117       | 108             | 9               | 2.957                 |         | 35         | 432        | 72         |